# Miroslav Kácha
Generálmajor Miroslav Kácha (21. září 1923 Praha – 6. dubna 2010 Praha) byl československý voják, generál, účastník protinacistického a protikomunistického odboje a oběť komunistického režimu.

## Mládí a protektorát
Miroslav Kácha se narodil v Praze 21. září 1923, kde prožil spolu s o tři roky starším bratrem dětství. Jeho rodiče pocházeli z Hodyně na Berounsku, jeho otec Antonín byl profesor na gymnáziu, matka Marie byla v domácnosti. Miroslav chtěl původně být námořním důstojníkem a měl přislíbené studium na námořní akademii v Jugoslávii nebo v Polsku, ale tyto sny se po Mnichovské dohodě staly nemožné. Maturoval na gymnáziu 29. května 1942 za heydrichiády, vyhnul se službě v protiletadlových jednotkách a nastoupil do továrny ČKD Libeň, která za války vyráběla lehké tanky a stíhače tanků pro Wehrmacht.
Protože jeho otec měl blízké vazby na generála Bedřicha Homolu zapojil se do odbojové činnosti vojenské skupiny Obrana národa, především špionáží v továrně a zajišťováním provozních služeb. Po Homolově zatčení pokračoval Kácha dál ve sběru informací a předával je dál ve zbývající struktuře odbojové organizace, i díky tomu, že Homola rodinu Káchových neprozradil.

## Konec války a totality
Po válce studoval na vojenské akademii v Hranicích, odkud byl 1. srpna 1948 vyřazen jako poručík. Na akademii se zapojil do skupiny plukovníka Alexandra Kordy, která plnila především výzvědnou činnost v armádě, nad kterou přebírali moc komunisté.
Jeho úkolem bylo v Praze vytvářet spojení mezi Alexandrem Kordou, Antonínem Kouřilem, Josefem Němcem a plzeňskou vysílačkou do zahraničí. Skupina však byla prozrazena a Josef Němec v půli května 1949 odchází za hranice. Kácha měl pokračovat v činnosti dál.
Brzy na to byl doma v sobotu 21. května 1949 zatčen příslušníky Obranného zpravodajství. Byl převezen do nechvalně proslulého „Domečku“ na hlavním štábu nedaleko Lorety na Hradčanech v Kapucínské ulici, kde brutální výslechy vedl major Ludvík Turek a František Pergl. Některé výslechy byly prováděny také na vojenském velitelství dislokovaném na Malostranském náměstí. Prošel první brutální sérií výslechů, samotkou o hladu s nedostatkem spánku a krutým několikaměsíčním vyšetřováním, při kterém se mu dařilo vyšetřovatele mást a nikoho ze své skupiny neprozradit. Osvobození přišlo 18. července 1949 převezením do vazební věznice Pankrác. Soud se konal 12. září 1949, prokurátorem byl Juraj Vieska, jenž se později spoluúčastnil justiční vraždy Milady Horákové a předsedou senátu Otakar Matoušek, který odsoudil na smrt generála Píku. Kácha, Kouřil a Korda byli souzeni za vyzvědačství a velezradu, mimo jiné za úsilí o začlenění ČSSR do Spojených států evropských. Odsouzen byl ve věku 26 let k trestu smrti, který byl za zásluhy v protinacistickém odboji snížen na doživotí.

## 50. léta
Trest nastoupil na věznici Plzeň-Bory, později v říjnu 1950 byl převezen do věznice Opava, kde panoval lidsky přijatelný režim. Po dalším zatčení členů skupiny byl začátkem prosince roku 1950 znovu převezen k tříměsíčním výslechům do hradčanského „Domečku“. Zde byl přítomen brutálním výslechům i generál Josef Musil, který řekl: „Před rokem jste nás přechcali, v důsledku toho řada stejnejch darebáků jako vy dál páchala zločiny a vy nám teď řeknete všechny, kdo to byl. Jestli jste tenkrát ušli provazu, tak teď mu neujdete, jestli jedinou věc zatajíte.“
K násilnickým metodám byl přidán pobyt na cele v mrazu a ve spodním prádle. Na jaře 1951 byl utýraný a pohybu neschopný Kácha poslán znovu do věznice Opava, kde musel prodělat dlouhé léčení, z následků týrání na Domečku, které mu zanechalo trvalé následky. Později se dostal do vojenské nemocnice v Olomouci.
18. června 1952 byl s dalšími vězni-důstojníky přemístěn do nechvalně proslulé věznice Leopoldov, kde byli podle jeho slov přivítáni: „Tuna zdochnětě!“ Při příchodu do Leopoldova vážil Kácha 75 kg, po dvou měsících pak jen 53 kg.
V Leopoldově se v roce 1953 potkal s uvězněným prokurátorem monstrprocesů 50. let Karlem Vašem nebo pozdějším komunistickým prezidentem Gustávem Husákem ale také s dalšími politickými vězni: biskupy Trochtou a Zelou, generály Kutlvašrem a Janouškem či básníky Renčem, Retreklem a Zahradníčkem. S Gustávem Husákem a politickým vězněm Bohumilem Rychtrem dokonce sdílel celu.
V roce 1955 mu zemřela matka, o čemž mu řekl až při jedné z návštěv jeho bratr. V Leopoldově pak Miroslav Kácha setrval 8 let až do amnestie v květnu 1960, kdy byl propuštěn po 11 letech věznění s 10letou podmínkou.
Po propuštění se s podlomeným zdraví vrátil domů ke starému otci, kde potkal svou budoucí ženu Věru. Kvůli svému podlomenému zdraví nemohl vzít jedinou nabízenou práci stavebního dělníka. Přes známosti se mu ale podařilo získat místo kulisáka v Ústředním loutkovém divadle Praha.
Na konci roku 1961 se o něj začala zajímat StB, která mu dala na výběr mezi spoluprací nebo návratem zpět do vězení. Kácha si tedy skokem na jeviště způsobil pracovní úraz, načež byl hospitalizován v nemocnici Na Františku, kde předstíral ztrátu paměti. Na základě toho o něj ztratila StB zájem. Po vyléčení získal místo nákupčího v Ústředních skladech hl. m. Prahy, kde zůstal 20 let.

## Po pádu totality

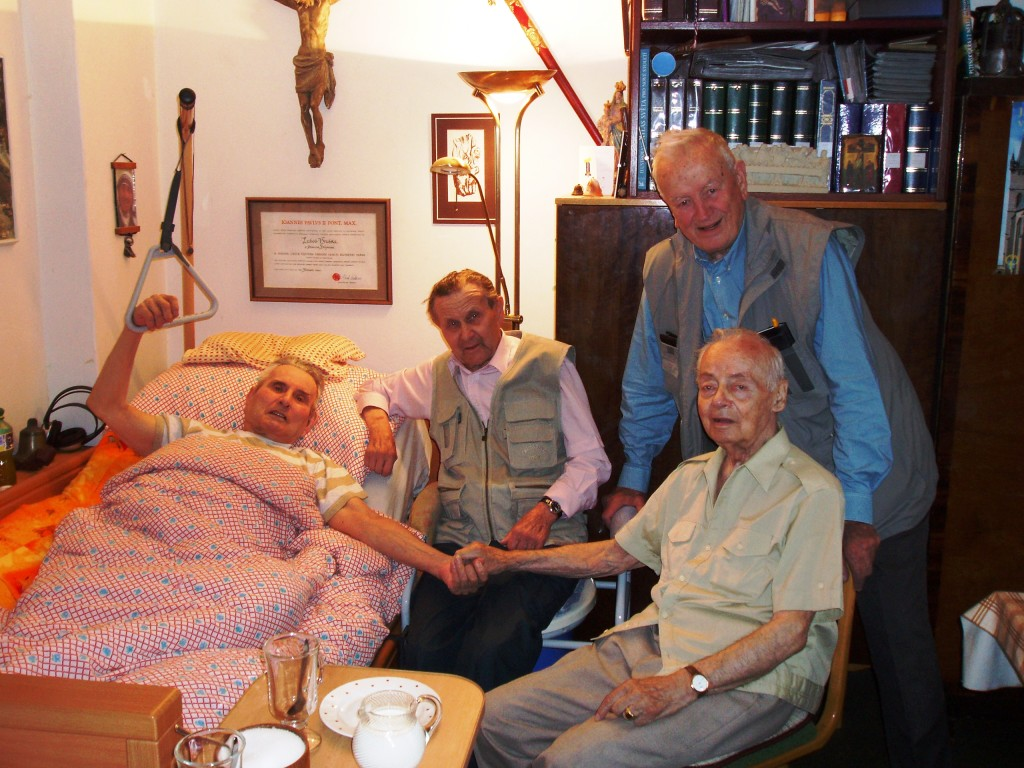
Generál Miroslav Kácha (sedící vpravo) a generál Antonín Husník (sedící vlevo) společně na návštěvě u nemocného Luboše Hrušky v roce 2007.

Po pádu komunistického režimu v roce 1989 se kriticky vyjadřoval vůči neschopnosti nového demokratického režimu potrestat zločiny komunistické totality, a jejich pachatele, kteří se naopak volně integrují v novém režimu. Proto svoji oběť pro svobodu zpětně vnímal jako zbytnou, nevděčnou a naivní.
V roce 1995 byl povýšen do hodnosti generálmajora ve výslužbě a prezident Václav Havel mu propůjčil Řád Bílého lva III. třídy.
Roku 2001 se Kácha zúčastnil procesu s Karlem Vašem, který byl obviněn pro vraždu generála Heliodora Píky.
Zemřel 6. dubna 2010 ve věku 87 let po krátké nemoci. Zádušní mše se konala 15. dubna 2010 v kostele Nejsvětějšího Srdce Páně na Pražských Vinohradech a pohřben byl do rodinného hrobu na Olšanských hřbitovech.

## Vyznamenání
- Řád Bílého lva, III. třída - vojenská skupina, 1995
- Záslužný kříž ministra obrany
- Čestný pamětní odznak 50 let NATO
- Čestný pamětní odznak k 60. výročí ukončení 2. světové války[10]
- Pamětní medaile ČsOL „1914–1918 / 1939–1945“
- Pamětní kříž Za věrnost 1939–1945[11]
- Pamětní medaile pomocných technických praporů